# Tua/Nessuno
Tua/Nessuno è il 6º singolo di Mina, pubblicato nel febbraio 1959 dalla casa discografica Italdisc.

## Storia
Segue la moda dell'epoca di far reinterpretare da altri artisti canzoni di successo presentate al Festival di Sanremo di quell'anno. In questo caso Tua presentata da Jula de Palma e Tonina Torrielli (che ottiene il 4º posto), Nessuno cantata da Betty Curtis e Wilma De Angelis (8º posto), alla manifestazione del 1959. Nel frattempo Mina ha sostituito il complesso che l'accompagna con I Solitari, da lei stessa fondato, che suonano e arrangiano entrambi i brani. Ne esiste una versione promozionale (Chirp Records 5901) destinata al mercato statunitense.
Un breve video di 46 secondi, che riprende Mina mentre canta il brano Tua durante la terza puntata della trasmissione televisiva Canzonissima 1959, è contenuto nel DVD Gli anni Rai 1959-1962 Vol. 10, ultimo volume di un cofanetto monografico pubblicato da Rai Trade e GSU nel 2008.
Mina reinterpreta la canzone Nessuno in maniera sincopata e in fortissimo stravolgendone la linearità e adattandola, anche grazie all'arrangiamento, al nuovo genere in voga in America alla fine degli anni cinquanta, il rock and roll. La prima presentazione in pubblico avviene, a febbraio 1959, alla Sei giorni della canzone nel gremito Palazzo del ghiaccio di Milano. A seguito di questa e di successive performance di crescente successo in vari locali, Mike Bongiorno invita Mina a cantare il brano nella sua popolare trasmissione a quiz Lascia o raddoppia?; la data del 1º marzo 1959 vede così il debutto ufficiale della cantante in televisione. Il 4 aprile Mina torna in tv per partecipare col pezzo alla puntata de Il Musichiere, dedicata agli urlatori e al nuovo genere musicale. Il video (durata 1:31) con la registrazione di quell'apparizione è contenuto sia nel citato DVD Gli anni Rai 1959-1962 Vol. 10 del 2008, che include anche un frammento del brano Tua, sia in quello I miei preferiti. Gli anni Rai del 2014, che seleziona solo alcune esibizioni.
La canzone fa parte del long playing ufficiale d'esordio dell'artista Tintarella di luna del 1960 e della raccolta Una Mina d'amore del 2004.
Entrambe le canzoni sono presenti sul primo Extended Play Tua/Nessuno/Io sono il vento (1959) dell'artista e nell'antologia che raccoglie tutti i singoli originali rimasterizzati Ritratto: I singoli Vol. 1 (2010), oltre alla raccolta Mina Gold del 1998.

## Copertina
Il disco ha due copertine fotografiche differenti: https://minamazzinimedia-4b71.kxcdn.com/m/disco/800x800/MH_23_010.jpg uguale per i due lati e una alternativa in più colori, giallo/arancio (fronte, retro), rosso (fronte, retro), verde (fronte, retro) e celeste (fronte, retro).

## Tracce
Lato A
1. Tua – 2:09 (testo: Bruno Pallesi – musica: Walter Malgoni; edizioni musicali Peer)

Lato B
1. Nessuno – 2:14 (testo: Antonietta De Simone – musica: Edilio Capotosti, Vittorio Mascheroni; edizioni musicali Melodi)

## Formazione
- Mina - voce
- I Solitari

- Fausto Coelli - batteria
- Lino Pavesi - sax
- Lamberto "Memo" Fieschi - piano
- Ermanno Scolari - contrabbasso
- Enrico Grossi - chitarra